# ألكسندر بوبوف (لاعب كرة قدم بلغاري)
ألكسندر بوبوف (15 أغسطس 1996 بفارنا في بلغاريا - ) هو لاعب كرة قدم بلغاري في مركز الوسط. لعب مع نادي تشيرنو مور فارنا ونادي دوبرودزا دوبريتش وFC Kaliakra Kavarna ‏.

## وصلات خارجية
- ألكسندر بوبوف على موقع قاعدة بيانات كرة القدم.إي يو (الإنجليزية)
- ألكسندر بوبوف على موقع Soccerway.com (الإنجليزية)